# Billion Dollar Babies
Billion Dollar Babies ist das sechste Studioalbum der Band Alice Cooper und wurde am 25. Februar 1973 veröffentlicht. Es zählt zu den kommerziell erfolgreichsten Alben Coopers und erreichte im Vereinigten Königreich, den Vereinigten Staaten und den Niederlanden Platz 1 der Charts.

## Entstehung
Laut Neal Smith lässt sich Billion Dollar Babies auf das Lied Caught in a Dream vom 1971 erschienenen Album Love It to Death zurückführen. Die ersten Aufnahmen fanden in Greenwich, Connecticut statt. Um bestimmte Stimmeffekte und Echos zu erzeugen, ging man mit Mikrofonen durch Räume unterschiedlicher Größe und nahm auch in einem Gewächshaus auf. Weitere Aufnahmen fanden in London, England statt, wo Donovan an den Aufnahmen zu dem Lied Billion Dollar Babies beteiligt war und zusammen mit Cooper den Gesang übernahm.
Aufgrund von Glen Buxtons Drogenproblemen wurden für die Studioaufnahmen die Gitarristen Dick Wagner und Steve Hunter engagiert sowie Mick Mashbir für die auf die Veröffentlichung folgende Tour.
Coopers eigenen Angaben zufolge, war Chuck Berry eine der wichtigsten Inspirationen für das Album. Als er das erste Mal Lieder wie Nadine oder Maybellene hörte, erkannte er, dass sie eine Geschichte erzählten („When I first heard something like ‚Nadine‘, or ‚Maybelline‘ I understood those songs told a story.“). Dass Erzählen von Geschichten innerhalb von dreieinhalb Minuten sei auch immer sein Ziel gewesen. Die Lieder sollten witzig, manchmal auch nicht witzig, aber stattdessen dramatisch sein („I always wanted to write three-minute stories that were funny, or maybe not just funny, but also dramatic. The idea was to compact everything into three minutes, which is really hard to do.“). Der Titel des Albums entstand aufgrund des unerwarteten Erfolges, den die Band innerhalb kurzer Zeit hatte. Cooper äußerte dazu: „Wie konnten gerade wir, die zwei Jahre zuvor noch im Keller der Chambers Brothers in Watts lebten, die beste Band der Welt sein, für die die Leute das Geld zum Fenster hinauswarfen.“ („How could we, this band that two years ago was living in the Chambers Brothers' basement in Watts, be the No. 1 band in world, with people throwing money at us.“)

## Titelliste
1. Hello Hooray (Rolf Kempf) – 4:15
2. Raped and Freezin’ (Alice Cooper, Michael Bruce) – 3:19
3. Elected (Cooper, Bruce, Glen Buxton, Dennis Dunaway, Neil Smith) – 4:05
4. Billion Dollar Babies (Cooper, Bruce, Smith, Reggie Vinson) – 3:43
5. Unfinished Sweet (Cooper, Bruce, Smith) – 6:18
6. No More Mr. Nice Guy (Cooper, Bruce) – 3:06
7. Generation Landslide (Cooper, Buxton, Bruce, Dunaway, Smith) – 4:31
8. Sick Things (Cooper, Bruce, Bob Ezrin) – 4:18
9. Mary Ann (Cooper, Bruce) – 2:21
10. I Love the Dead (Cooper, Ezrin) – 5:09

2001 wurde das Album als Deluxe-Edition mit zusätzlichen Liedern erneut veröffentlicht.
1. Hello Hooray (Live) (Kempf)
2. Billion Dollar Babies (Live) (Cooper, Bruce, Smith)
3. Elected (Live) (Cooper, Bruce, Buxton, Dunaway, Smith)
4. I’m Eighteen (Live) (Cooper, Bruce, Buxton, Dunaway, Smith)
5. Raped and Freezin’ (Live) (Cooper, Bruce)
6. No More Mr. Nice Guy (Live) (Cooper, Bruce)
7. My Stars (Live) (Cooper, Ezrin)
8. Unfinished Sweet (Live) (Cooper, Bruce, Smith)
9. Sick Things (Live) (Cooper, Bruce, Ezrin)
10. Dead Babies (Live) (Cooper, Bruce, Buxton, Dunaway, Smith)
11. I Love The Dead (Live) (Cooper, Ezrin)
12. Coal Black Model T (Cooper, Dunaway)
13. Son of Billion Dollar Babies (Generation Landslide) (Cooper, Bruce, Buxton, Dunaway, Smith)
14. Slick Black Limousine (Cooper, Dunaway)

## Erfolg und Rezeption

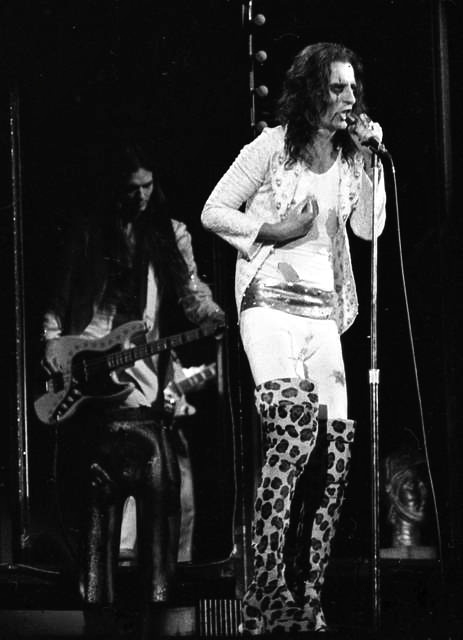
Alice Cooper während der Billion-Dollar-Babies-Tour.

Billion Dollar Babies ist eines der erfolgreichsten Alben Alice Coopers. Es erreichte in den USA, dem Vereinigten Königreich und den Niederlanden Platz 1 der Albumcharts. In Deutschland kletterte das Album bis auf Platz 9 und hielt sich insgesamt 28 Wochen in den Charts. Der Erfolg des Vorgängeralbums School’s Out (Platz 3 in den deutschen Charts) konnte zwar nicht wiederholt werden, dennoch ist Billion Dollar Babies bis heute eines von insgesamt fünf Alben Alice Coopers, das eine Top-10-Platzierung in Deutschland erreichen konnte. In Österreich stieg das Album bis auf Platz 4 und hielt sich insgesamt 16 Wochen. Darüber hinaus erreichte das Album in Australien Platz 4. In Kanada stieg das Album am 10. März 1973 auf Platz 71 ein, erreichte am 28. April 1973 mit Platz 2 seine höchste Platzierung und hielt sich insgesamt 39 Wochen in den Charts. Eine weitere Top-10-Platzierung erreichte das Album in Norwegen, wo es bis auf Platz 6 stieg und sich 16 Wochen in den Charts hielt.
Das Album hat sich bis heute mehr als eine Million Mal verkauft. Es erreichte in den USA kurz nach der Veröffentlichung bereits Gold-Status und am 13. Oktober 1986 schließlich Platin-Status.
Greg Prato bewertete das Album mit 4,5/5 Sternen. Er bezeichnete es als eines der besten Alice-Cooper-Alben und einen Klassiker im Bereich des Rock. Für Jason Thompson ist Billion Dollar Babies das beste Album von Alice Cooper als Band. Robert Christgau gab dem Album die Note B+ und sah darin Alice Coopers stimmigste Arbeit.

## Tour
Nach der Veröffentlichung des Albums begann die Band die Billion-Dollar-Babies-Tour. Sie spielten innerhalb von 90 Tagen 64 Konzerte in 59 Städten.
Die Bühnenshows waren gekennzeichnet von Coopers Outfit mit falschen Blutflecken im Genitalbereich, vom Auseinanderreißen von Puppen und dem Attackieren von Schaufensterpuppen mit einer riesigen Zahnbürste. Insgesamt wurden für die Bühnenshows über 12 Tonnen Material verwendet. Darunter tausende Spiegelteile und Wunderkerzen, sowie unzählige Glühlampen, Peitschen und Beile.